# ロビン・ウィリアムズ
ロビン・マクローリン・ウィリアムズ（英: Robin McLaurin Williams、1951年7月21日 – 2014年8月11日）はアメリカ合衆国の俳優・コメディアンである。即興劇の才能や、映画・ドラマ・コメディ作品で幅広いキャラクターを即席的に演じたことで、史上最高のコメディアンのひとりに数えられることもしばしばであった。アカデミー賞1回、プライムタイム・エミー賞2回、ゴールデングローブ賞6回、グラミー賞5回、全米映画俳優組合賞2回の功績を持ち（ロビン・ウィリアムズの受賞とノミネートの一覧も参照）、2005年にはゴールデングローブ賞 セシル・B・デミル賞も受賞している。変性性認知症を発症した世界的コメディアンの最期は、世界中に大きな衝撃と悲しみを与えた。

## 経歴
ウィリアムズは1970年代半ばにサンフランシスコ・ロサンゼルスでスタンダップコメディを始め、その後複数枚のコメディ・アルバムをリリースした。ABCのシットコム『モーク&ミンディ』（1978年 – 1982年）で演じたエイリアンのモーク役で人気を得た。最初の主演映画は1980年の『ポパイ』である。
『ガープの世界』（1982年）、『ハドソン河のモスコー』（1984年）、『レナードの朝』（1990年）、『インソムニア』（2002年）、『ストーカー』（2002年）、『ディア・ダディ 嘘つき父さんの秘密』（2009年）などのドラマ映画に出演して高い評価を得た。またコメディ作品・ファミリー作品では『フック』（1991年）、『トイズ』（1992年）、『ミセス・ダウト』（1993年）、『ジュマンジ』（1995年）、『ジャック』・『バードケージ』（1996年）、『フラバー』（1997年）、『パッチ・アダムス トゥルー・ストーリー』（1998年）、『RV』（2006年）、『ナイト ミュージアム』シリーズ（2006年〜2014年）に出演している。声優としては、『アラジン』のジーニー役（1992年）、『ロボッツ』（2005年）、『ハッピー フィート』シリーズ（2006年・2011年）などへ出演している。
ウィリアムズはキャリアを通して薬物乱用とうつ病に苦しんだ。2014年8月には自宅で死亡している状態で発見され、状況的に自殺と判断された。未亡人となったスーザン・シュナイダーからは、パーキンソン病の診断を受けており、うつ症状・不安障害・パラノイアを経験していたと発表されたが、剖検では「びまん性レビー小体病」("diffuse Lewy body disease") が指摘され、同じレビー小体病理であるレビー小体型認知症の症状でウィリアムズの症状が説明できるとの専門的意見もある。

## コメディアンになるまで
ウィリアムズはイリノイ州シカゴの聖ルカ病院で、1951年7月21日に生まれた。生年に関しては1952年とするものもあるが、2007年7月4日発表のインタビューでは「55歳」と述べており、2008年にファンサイトで行われたインタビューでも1951年生まれと明言している。父ロバート・フィッツジェラルド・ウィリアムズ（英: Robert Fitzgerald Williams、1906年 – 1987年）はフォード・モーターのリンカーン＝マーキュリー部門の上級役員であった。母ローリー・マクローリン（英: Laurie McLaurin、1922年 – 2001年）はミシシッピ州ジャクソンでモデル業をしており、母の高祖父はミシシッピ州選の上院議員・州知事を務めたアンセルム・J・マクローリンであった。ウィリアムズには異母兄のロバート（愛称トッド）と、異父兄のマクローリンがいる。母はクリスチャン・サイエンスの信者だったが、ウィリアムズは父方の信仰である米国聖公会に従って育てられた。2001年にテレビ番組『アクターズ・スタジオ・インタビュー』で行われたインタビューでウィリアムズは、自分のユーモアへ最初に大きな影響を与えたのは母で、母の気を惹くために彼女を笑わせようとしていたことを明かしている。
ウィリアムズはイリノイ州レイクフォレストの公立小学校（ゴートン小学校、英: Gorton Elementary School）、同じ学区の公立中学校ディア・パス中学校（英: Deer Path Junior High School）に通った。
高校で演劇部に入るまで、内気な性格を乗り越えられない静かな子どもだったと自ら振り返っている。一方で友人たちからはとても面白い人物だったと言われている。
1963年遅く、ウィリアムズが12歳の時に、父がデトロイトへ転勤することになった。家族はミシガン州ブルームフィールドヒルズ郊外に引っ越して、20エーカー (8 ha)の敷地に40部屋もあるファームハウスに住み、ウィリアムズ自身も私立のデトロイト・カントリー・デイ・スクールに通った。学業は優秀で、学校のレスリング部に入り、級長にも選ばれた。
両親共働きだったため、メイドがウィリアムズの養育を手伝い、このメイドは彼の1番の仲間にもなった。16歳で父が早期退職したため、一家はカリフォルニア州ティブロンに移った。
転居に伴い、ウィリアムズはラークスパー近郊のレッドウッド高校に転校した。
1969年の卒業時、彼は同級生の投票で「1番成功しそうにない人」("Most Likely Not to Succeed") と「1番面白い人」("Funniest") に選ばれたという。
高校卒業後はクレアモントのクレアモント・マッケナ大学に進んで政治学を専攻したが、演技の道を追い求めて中退した。
その後はケントフィールドのコミュニティ・カレッジ、カレッジ・オブ・マリンで演劇を3年学んだ。カレッジ・オブ・マリンの演劇学教授であるジェイムズ・ダンは、ミュージカル『オリバー!』で演じたフェイギン役で、ウィリアムズの役者としての素質はすぐ明らかになったと回顧している。ウィリアムズは芝居中にしばしば即興劇を繰り出し、他のキャストが笑いを堪えられなくなることも多かったという。ある日リハーサルが遅くまで続いた後、妻に電話したダンはウィリアムズが「何か特別なものになるだろう」と述べた。
1973年、ウィリアムズはニューヨーク・ジュリアード音楽院の全額支給奨学金を得た（グループ6、1973 – 1976年）。入学同期は20人で、この年ジョン・ハウスマンが教鞭を執るアドバンス・プログラムに合格したのはウィリアムズとクリストファー・リーヴの2人きりだった。ウィリアム・ハート、マンディ・パティンキンもウィリアムズの同期である。伝記作家のジーン・ドーシンヴィルによれば、ジュリアードではフランクリン・シールズとルームメイトだった。リーヴはジュリアードの新入生として会ったウィリアムズの第一印象として、次のように述べている。
ウィリアムズとリーヴはイーディス・スキナー（英: Edith Skinner）が教える方言のクラスに通った（リーヴはスキナーの発声・スピーチ指導は世界有数と述べている）。リーヴによれば、スキナーはウィリアムズ本人と、瞬時に異なるアクセントをいくつも披露できる彼の能力に当惑していたという。彼らの最初の演技教官はマイケル・カーンで、カーンもまた「この人間ダイナモに等しく困惑していた」("equally baffled by this human dynamo")。周囲は既にウィリアムズを面白い人物と評価していたが、カーンは彼のふざけた行為をただのスタンダップコメディだと批判した。後にウィリアムズはテネシー・ウィリアムズの『イグアナの夜』で老人を演じ、批評家たちを黙らせた。リーヴはこの時に関して、「彼はただ老人『だった』。彼の仕事に驚嘆し、運命が我々を一緒にしてくれたことに大きな喜びを感じた」("He simply was the old man. I was astonished by his work and very grateful that fate had thrown us together.") と述べている。ふたりはリーヴが2004年に亡くなるまで親友であり続け、ウィリアムズの息子ザックもふたりの友情は「別々の母から生まれた兄弟」("brothers from another mother") のようだったと語っている。
1974年から1976年の夏、ウィリアムズはサウサリートのレストラン「ザ・トライデント」の給仕助手として働いた。ウィリアムズは3年生になった1976年、ハウスマンの勧めでジュリアードを去ることになるが、これはジュリアードでウィリアムズに教えるものは最早ないというハウスマンの判断によるものだった。ジュリアードで教えたジェラルド・フリードマンは、ウィリアムズは「天才」("genius") であり、学校の保守的・古典的な指導方法は彼に合っていなかったので、彼の退学に驚いた人はいなかったと述べている。

## キャリア

### 1976〜1983年：スタンダップコメディと『モーク&ミンディ』
1976年、26歳の頃ウィリアムズはサンフランシスコ・ベイエリアでスタンダップコメディを始めた。最初のパフォーマンスはサンフランシスコのコメディ・クラブ「ホーリー・シティ・ズー」で行い、彼はバーテンダーから少しずつ出世した。1960年代、サンフランシスコはロック・ミュージック、ヒッピー、ドラッグ使用、性革命の中心地であったが、批評家のジェラルド・ナックマンは、1970年代遅くにウィリアムズが「コメディのルネサンス」("comedy renaissance") を牽引したと述べている:6。ウィリアムズはこの時期に「ドラッグと喜び」("drugs and happiness") を見出したと話しており、「自分史上最高の脳がめちゃくちゃになる」("the best brains of my time turned to mud") のを目の当たりにした。その後はロサンゼルスに移り、ザ・コメディ・ストアをはじめとしたクラブでのスタンダップコメディを続けた。1977年、彼はロサンゼルスでテレビプロデューサーのジョージ・シュラッターと出会い、シュラッターが手掛けた番組『ラフ・イン』のリバイバルに出演しないかと持ちかけられる。番組は1977年遅くに放送され、これがウィリアムズのテレビデビュー作となった。この年、ウィリアムズはHBOのために、L.A.インプロヴでのショーに出演している。
『ラフ・イン』のリバイバルは失敗したが、ウィリアムズはこれを機にテレビ番組のキャリアに足を踏み入れ、同時にロクシー・シアターなどのコメディクラブでスタンダップコメディを披露しながら、即興劇のスキルを磨き続けた。彼はイングランドのザ・ファイティング・コックスでも公演した。
ウィリアムズと40年来の仲であったデイヴィッド・レターマンは、ザ・コメディ・ストアで行われた最初の公演を観た時を思い返し、「[ウィリアムズ]はハリケーンのように現れた」("He came in like a hurricane")と評した上で、このクラブで自分もスタンダップコメディをやっていたことから、「なんてこった、自分にもショービジネスのチャンスが来るぞ」("Holy crap, there goes my chance in show business.")と考えたという。ウィリアムズが初めてクレジットされた映画は、1977年の低予算コメディ『キャン・アイ・ドゥ・イット……ティル・アイ・ニード・グラスィズ?』（原題）での端役だった。最初の主演作は1980年の映画『ポパイ』でのタイトルロールで、テレビ番組で見せていた演技力を存分に活かした（映画自体は興行的に失敗した）。

#### 『モーク&ミンディ』
『ラフ・イン』のリバイバルとNBCの『リチャード・プライアー・ショー』に出演した後、ウィリアムズはゲイリー・マーシャルの手掛けるテレビシリーズ『ハッピーデイズ』で、異星人モーク役を演じることになった（1978年、シーズン5エピソード22 (My Favorite Orkan) ）。俳優の急な降板で急遽役を得ることになったウィリアムズだったが、オーディションで椅子に掛けるよう勧められたのにまくし立て、その風変わりなユーモアセンスはプロデューサーの印象に強く残った。モーク役では語りやフィジカル・コメディの大半を即興で行い、高く鼻に掛かった声で話し、脚本のほとんどを自分で手掛けた。キャストやスタッフたち、テレビ会社の重役までも、彼の演技に深く感銘を受けたという。重役たちが演技を観た4日後には、競合他社を寄せ付けないためにウィリアムズと契約が結ばれたほどだった。
モークの視聴者人気から、パム・ドーバーを相手役にしたスピンオフ・シットコム『モーク&ミンディ』が放送されることになり（1978 – 1982年）、この番組でも喋り・身動きといったウィリアムズの即興力が遺憾なく発揮された。『ハッピーデイズ』でも同じキャラクターを演じていたが、舞台は1950年代後半のミルウォーキーから、放送時分のボールダー（コロラド州）に変更された。『モーク&ミンディ』は、最盛期には週6000万人が視聴し、ウィリアムズを「スーパースター」に仕立て上げた。
モークの人気を受けて、ポスター、塗り絵本、弁当箱など様々なグッズが販売された。第1シーズンの大成功から、1979年3月12日にはウィリアムズが『タイム』誌の表紙を飾るほどになった。マイケル・ドレスラーが撮影した表紙写真は、ウィリアムズの死後すぐにスミソニアン博物館の国立肖像画美術館に展示され、追悼の場となった。また1979年8月23日には『ローリング・ストーン』誌の表紙を飾り、この時の写真はリチャード・アヴェドンが撮影した。
番組の大成功からウィリアムズはスタンダップコメディをより多くの観衆に届けられるようになり、1970年代終わりから1980年代を通して、HBOのコメディ特番 "Off The Wall"（1978年）、"An Evening with Robin Williams"（1983年）、『ア・ナイト・アット・ザ・メット』（1986年、メトロポリタン歌劇場）などに出演している。また、1979年にニューヨークのナイトクラブ「コパカバーナ」で行ったライブショーを収録したアルバム "Reality ... What a Concept" で、グラミー賞コメディ・アルバム賞を獲得している。

### 1982〜1999年：映画スターダムへ
1982年の映画『ガープの世界』で主役を演じたウィリアムズは、作品に関して「スクリーン上ではある種の狂気が欠けていたかもしれないが、重要な核を持っていた」と考えた。映画批評家のロジャー・イーバートは彼の演技を評して、「ロビン・ウィリアムズはガープ役を比較的もっともらしく、時に平凡な人物として演じたが、映画は彼の陽気な向こう見ずさと、彼を取り巻く無秩序状態の不調和な対比には邪魔されなかったようだ」と書いている。1983年には『ロビン・ウィリアムズの大混戦サバイバル特訓』、1986年には『クラブ・パラダイス』など、この後も非主役でいくつかの映画に出演したが、キャリアを底上げするほどにはならなかった。
1986年、ウィリアムズはアラン・アルダ、ジェーン・フォンダと共に第58回アカデミー賞の司会を務めた。翌1987年にはスケッチ・コメディ特番『キャロル、カール、ウーピー・アンド・ロビン』（原題）に出演し、キャロル・バーネット、カール・ライナー、ウーピー・ゴールドバーグと共演した。また、様々なトークショーで引っ張りだことなり、『ザ・トゥナイト・ショー・スターリング・ジョニー・カーソン』や、『レイト・ナイト・ウィズ・デイヴィッド・レターマン』に出演し、中でも後者には50回も出演した。主演作で最初に大ヒットしたのは1987年の『グッドモーニング, ベトナム』（バリー・レヴィンソン監督作品）で、アカデミー主演男優賞ノミネート、またゴールデングローブ賞 映画部門 主演男優賞 (ミュージカル・コメディ部門)受賞という栄誉を勝ち取った。作品の舞台はベトナム戦争中の1965年で、ウィリアムズは、兵士たちをコメディと皮肉で元気づけていた実在のラジオDJエイドリアン・クロンナウアを演じた。彼には脚本なしに演じる許可が出ており、実際その台詞の大半は即興劇であったという。作中ウィリアムズは、ウォルター・クロンカイト、ゴーマー・パイル、エルヴィス・プレスリー、ミスター・エド、リチャード・ニクソンなど、様々な人物の物真似を披露した。製作を務めたマーク・ジョンソンは「僕らはただカメラを回すだけだった」("We just let the cameras roll.") と振り返り、ウィリアムズは「どのテイクでも何か新しいものをひねり出していた」("managed to create something new for every single take".) と述べている。

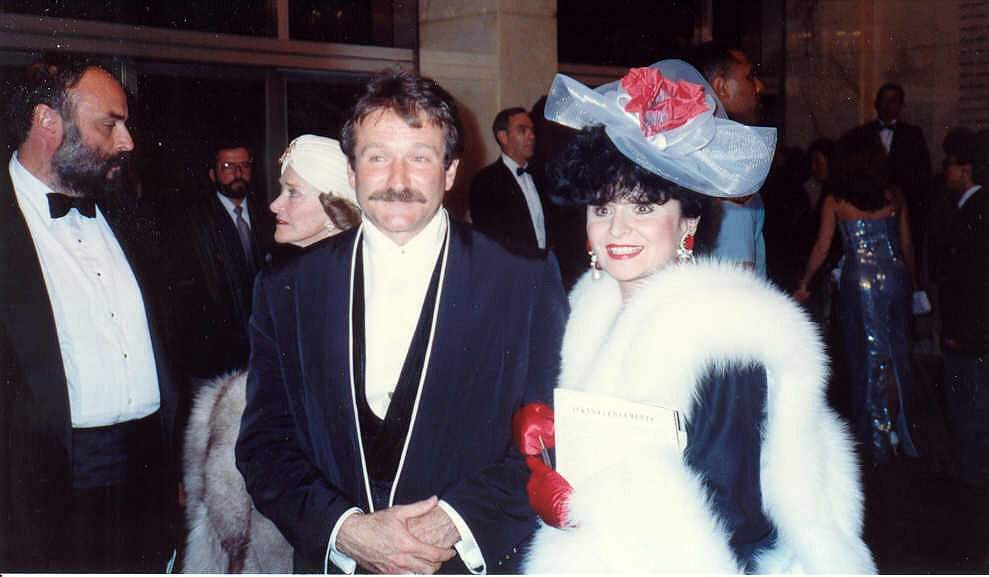
1990年の第62回アカデミー賞にて、ポーランドのジャーナリストヨラ・チャデルスカ＝ハイェクと。この年は『いまを生きる』で主演男優賞にノミネートされていた

次いで1988年にはオフ＝ブロードウェイのリンカーン・センターで上演された『ゴドーを待ちながら』でスティーヴ・マーティンと共演した。『ミセス・ダウト』（1993年）や『パッチ・アダムス トゥルー・ストーリー』（1998年）など、哀愁とコメディを共存させた作品が彼の役の多くを占めるようになる。没後の追悼記事ではウィリアムズが演じた役の幅広さ・多様性に多大なる衝撃を受けたとの言説もあった。1989年、『いまを生きる』では私立学校の英語教師を演じたが、終盤の感情的シーンに関しては「一世代の心を強く動かし」、ポップカルチャーの一角になったとまで評された。心理学者役を演じた『グッド・ウィル・ハンティング/旅立ち』（1997年）では、実際の心理学者たちに多大な影響を与えたとも指摘されている。1990年の映画『レナードの朝』では、原作本を書いた医師オリバー・サックスがモデルの医師を演じた。後にサックスは、ウィリアムズの演技に対する姿勢は「ある種の天才」("form of genius") だったと語っている。1991年には、『フック』で大人になったピーター・パン役を演じ、このために25ポンド (11 kg)も減量した。『フック』の製作を務めたマイク・メダヴォイは、ダスティン・ホフマンとウィリアムズが互いに共演したがっていると聞いていて、意図的にこのふたりを組ませるようスティーヴン・スピルバーグ監督に進言していた（ウィリアムズもスピルバーグ作品に出られることに喜んでいた）。『バロン』（1988年）と『フィッシャー・キング』（1991年）でウィリアムズを起用したテリー・ギリアムは、ウィリアムズは「躁状態から狂気、さらに優しく傷付きやすい状態へ移り変わる」能力を持っており、「宇宙で最も独創的な精神を持っていた。彼のような人はどこにもいない」と評している。
ウィリアムズは複数のアニメ映画で声優業もこなしているが、中でも1992年のディズニー映画『アラジン』で演じたジーニー役は彼のために書かれた役だった。監督陣はこの役を書くことにはリスクもあったと認めている。当初ウィリアムズはディズニー映画であるので、として役を固辞したが、その理由は映画関連商品の販売でスタジオを儲けさせたくないというものだった。彼は次のような条件を付けて役を引き受けた。
ウィリアムズの台詞の大半はまたしても即興劇で、録音は約30時間分のテープとなり、その中でエド・サリヴァン、ジャック・ニコルソン、ロバート・デ・ニーロ、グルーチョ・マルクス、ロドニー・デンジャーフィールド、ウィリアム・バックリー・ジュニア、ピーター・ローレ、アーノルド・シュワルツェネッガー、アーセニオ・ホールなど多くの著名人を物真似した。映画は1992年の最高興収を記録し、ウィリアムズのジーニー役も本人にとって最も認知され愛された役のひとつになった。ジーニー役では第50回ゴールデングローブ賞の特別功労賞を含め、多くの映画賞に輝いている。ウィリアムズの演技はアニメーション作品にスター俳優が配役される機会を増やした。またウィリアムズ本人も、2009年にジーニー役でディズニー・レジェンドへ数えられている。1994年には続編映画『アラジン ジャファーの逆襲』が製作されたが、ディズニー社が『アラジン』宣伝でのジーニーの使用に関してウィリアムズと結んでいた合意を反故にしたため、ウィリアムズは続投を拒否した（代わりにダン・カステラネタがジーニー役を演じた）。ウォルト・ディズニー・スタジオのトップがジェフリー・カッツェンバーグからジョー・ロスに代わった後、ロスはウィリアムズへ公式に謝罪した。その後1996年に製作された映画第3作『アラジン完結編 盗賊王の伝説』ではジーニー役に復帰している。同時期には『不思議の森の妖精たち』（1992年）でも声優を務めている。

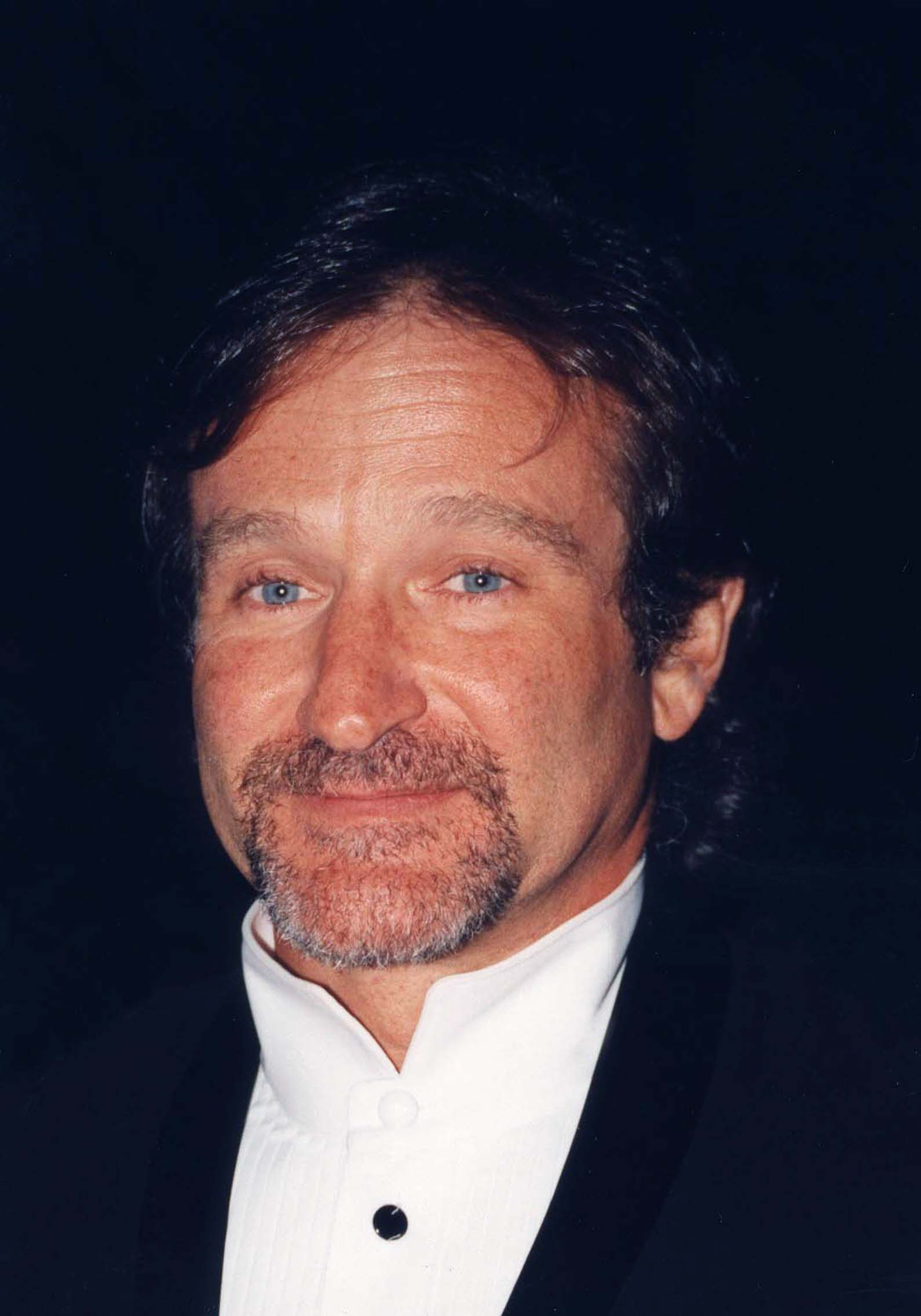
ワシントンD.C.にて1996年に撮影

この時期、ウィリアムズは『ハドソン河のモスコー』（1984年）、『奇蹟の輝き』（1998年）、『アンドリューNDR114』（1999年）などに出演している。1997年には、コメディアンビリー・クリスタルと共に、『フレンズ』第3シーズンへ台本なしのカメオ出演した。同じ年にはクリスタルと共にウディ・アレン監督作品『地球は女で回ってる』（1997年）に出演したが、これはウィリアムズとクリスタルが舞台でよく共演していたことを知っていたアレンによる采配だった。
『いまを生きる』と『フィッシャー・キング』で更に2度アカデミー主演男優賞にノミネートされた後、ウィリアムズは『グッド・ウィル・ハンティング/旅立ち』でアカデミー助演男優賞（1998年）を獲得した。

### 2000〜2014年：こども向け映画とテレビ番組への回帰
2000年4月、ウィリアムズはAudible限定配信のトークショーでホスト（司会）を務めることになった。同年の第72回アカデミー賞授賞式では、直前に死去したメアリー・ケイ・バーグマンに代わり、主題歌賞にノミネートされていた「ブレイム・カナダ」（『サウスパーク/無修正映画版』）を歌唱した。映画界に進出した後もウィリアムズはスタンダップコメディの仕事を綿々と続けており、2002年7月にはワンマンショー『ロビン・ウィリアムズ：ライヴ・オン・ブロードウェイ』（原題、"Robin Williams: Live on Broadway"）を開催し、後にDVD化した。2004年には、コメディ・セントラルが発表した「史上最高のスタンダップ100人」において13位に選出された。2006年にはニコロデオン・キッズ・チョイス・アワードにサプライズゲストとして登場し、同年1月30日に放送された『エクストリーム・メイクオーバー：ホーム・エディション』にも出演した。2002年のワンマンショーから6年の休止を経て、2008年8月には26都市ツアー「ウェポンズ・オブ・セルフ＝デストラクション」（原題、"Weapons of Self-Destruction"）の実施を発表した。ツアーは2009年9月末から12月3日のニューヨーク公演まで約3ヶ月にわたるもので、同年12月8日にはこの様子がHBOスペシャルで放送された。
2000年代はじめにかけては、それまでのキャリアよりダークな役に好んで挑戦した。2002年の映画『インソムニア』において、ウィリアムズはアル・パチーノ演じるロサンゼルス警察の刑事に追い回される殺人者を演じた。同年には心理スリラー『ストーカー』に出演し、店へ現像しにくる家族に長年執着する写真技師を演じてサターン主演男優賞を受賞した。2004年にはSF・心理スリラー映画『ファイナル・カット』に出演した。テレビ番組では『フーズ・ライン・イズ・イット・エニウェイ?』の第3シーズン第9話、『LAW & ORDER:性犯罪特捜班』のエピソードゲストとしても出演している。2006年には5本の映画に出演し、『ロビン・ウィリアムズのもしも私が大統領だったら…』では政治風刺に取り組み、心理スリラー映画『ザ・ナイト・リスナー』（原題、日本未公開）では、友情を育んでいたこどもが実在しないかもしれないことに気付いたラジオ番組司会を演じた。

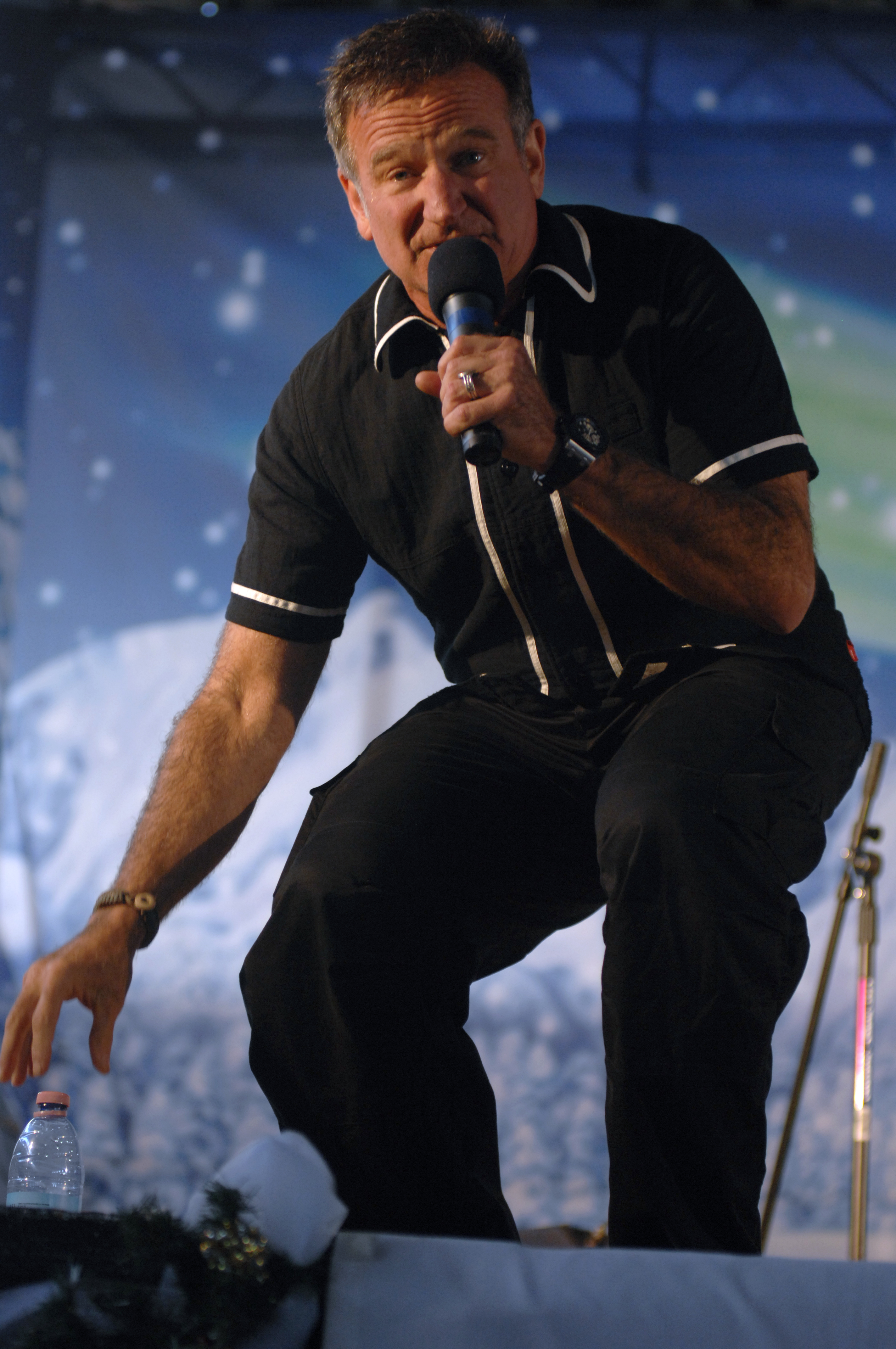
2007年12月22日、イタリア・アヴィアーノ空軍基地にて

ウィリアムズは映画『ハリー・ポッター』シリーズでルビウス・ハグリッド役を演じたがっていたが、第1作の監督クリス・コロンバスがキャストを「イギリス人限定」にするという方針だったため、断られた。アニメ映画声優としての出演も続け、『ロボッツ』（2005年）、『ハッピー フィート』シリーズ（第1作は2006年、第2作は2011年製作）、『エブリワンズ・ヒーロー』（2006年、ノンクレジット）などに出演している。2001年の実写映画『A.I.』ではホログラフのDr.ノウに声を当てた。また、ウォルト・ディズニー・ワールド・リゾート（マジック・キングダム）にかつてあったアトラクション「ザ・タイムキーパー」では、時を駆けるロボット・タイムキーパーの声を演じた。
2010年、ウィリアムズはロバート・デ・ニーロと共に「サタデー・ナイト・ライブ」のスケッチに出演し、2012年にはFXのテレビシリーズ『ルイー』と『ウィルフレッド』にそれぞれ本人役で出演した。2011年にはラジヴ・ジョゼフの『バグダッド動物園のベンガルタイガー』で、演劇でのブロードウェイデビューを飾った（作品は2011年3月31日にリチャード・ロジャース劇場で幕開け）。この演技でドラマ・リーグ賞の俳優部門にノミネートされている。2013年5月にはCBSで主演新シリーズ『クレイジーワン ぶっ飛び広告代理店』が始まったが、1シーズンで打ち切られた。生前最後に封切られた映画は『余命90分の男』（2014年）で、余命告知を受けた男が人生を変えようともがくコメディ作品だった。没後、『ナイト ミュージアム/エジプト王の秘密』（同シリーズ第3作）、『ロビン・ウィリアムズのクリスマスの奇跡』、『シークレット・ロード』、『ミラクル・ニール!』（声のみの出演）の4作が遺作として公開された。

## 芸風と影響

### 芸風、創作に関与したもの
ウィリアムズは、スタンダップコメディを演じるストレスも相まって、キャリア初期から薬物乱用や飲酒に逃れていた:34–35。ステージ上では飲酒も薬物使用もしなかったが、二日酔いで舞台に上がったことはあると認めている。コカインを使用していた時期には、舞台上で偏執病（パラノイア）を起こしたこともあった。このような赤裸々な独白を受けて、映画評論家のヴィンセント・キャンビーのように、ウィリアムズの「創作的過程が完全な崩壊に繋がらないか」心配する者もいた。
一方のウィリアムズは、世界情勢の絶え間ない変化により、芸のアイデアは尽きないという安心感を持っていた。ショーの競争的な性質からか、ウィリアムズが強く否定しても、彼に自分のジョークを盗まれたと主張するコメディアンは何人もいた。デイヴィッド・ブレナーは、ウィリアムズの代理人と対峙して、ウィリアムズが自分のジョークを使っているのを1回でも聞いたら身体的危害を加えると脅迫していた、と記している。ウーピー・ゴールドバーグはウィリアムズを擁護する側で、コメディアンが同業他者の内容を使わずにいるのは難しく、同じようなことは今までずっと行われてきたと述べた。ウィリアムズはこうした批判を避けるため、他のコメディアンのパフォーマンスを観に行くのは止めてしまった。
1992年に『プレイボーイ』誌で行われたインタビューで、ウィリアムズは仕事と人生のバランスを損なう恐怖に襲われたことはないか問われ、こう答えた。この段落では創作力や切れ味を失うのではと恐れて、直前に自殺していたジャージ・コジンスキーに触れ、自分ならそういうリスクは乗り越えられるだろうと話している。これに関し、自分にとっての重要事項を話すことを厭うなという父の教えが、自信を高める糧だった、と述べていた。

### 影響を受けた人物
ウィリアムズは自身が影響を受けたコメディアンとしてジョナサン・ウィンタース、ピーター・セラーズ、ニコルズ&メイ、レニー・ブルースなどの名前を挙げ、高いウィットのレベルで、より知的な聴衆を惹き付けることになった彼らの能力を賞賛していた:43。またジェイ・レノのアドリブを織り交ぜた速攻力や、シド・シーザーもお気に入りで、彼らの演技は「貴重だ」"precious" と述べている。
中でもジョナサン・ウィンタースは、8歳時にテレビで初めて観た頃から特別な存在であり、キャリアを通じてインタビューの度に彼への敬意を示していた:259。ふたりはウィリアムズの出世作『モーク&ミンディ』でも共演している。「何でも可能になって、何でも面白くなる」ウィンタースの創意工夫に刺激を受け、「自由な形でよくて、物事の中と外に出入りするのは本当に簡単なのだ、というアイデアを教えてくれた」と回想している。
また、リチャード・プライヤーが薬物乱用やアルコール依存の問題も含め、自身の人生を舞台上で赤裸々に話す様子に影響を受けているとも語り、自分のパフォーマンスにも同様の内容を取り入れているとした。個人的な内容をコメディの形に落とし込むのは「セラピーよりも安上がり」("cheaper than therapy") で、鬱積したエネルギーや感情を解き放つ手段なのだと述べている:121。

## 私生活

### 結婚とこどもたち

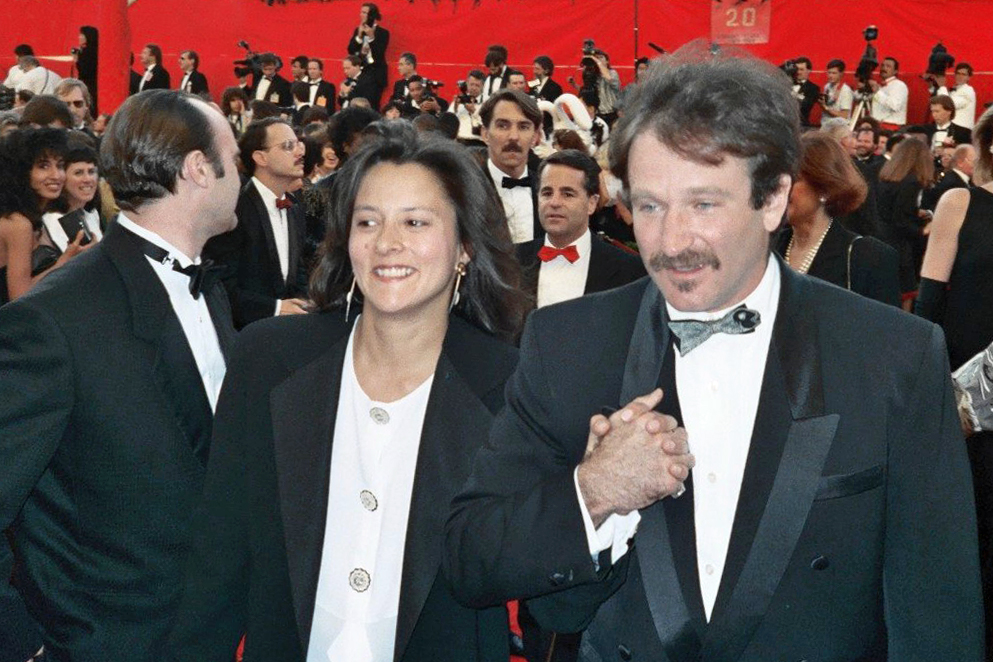
第61回アカデミー賞授賞式（1989年）にて、当時の妻マーシャ・ガルセスと

1977年から翌78年まで、ウィリアムズはロサンゼルスでコメディアンのエレイン・ブースラーと同棲生活を送っていた。その後、1978年6月に最初の妻ヴァレリー・ヴェラルディ（英: Valerie Velardi)と結婚した。ヴェラルディとは、1976年にサンフランシスコのタヴァーンでバーテンダーとして働いていた頃に知り合った。1983年には長男ザッカリー・ピム・"ザック"・ウィリアムズ（英: Zachary Pym "Zak" Williams）が生まれている。1988年に夫婦は離婚したが、この前後複数の女性問題が発覚し、一部は訴訟沙汰になっていた。
1986年にはザッカリーのナニーだったマーシャ・ガルセスとの関係が報じられたが、前妻ヴェラルディは、2018年のドキュメンタリー番組『ロビン・ウィリアムズ 笑顔の裏側』で、ガルセスとの関係はヴェラルディと破局した後に始まったと述べている。1989年4月30日にウィリアムズとガルセスが結婚した時、ガルセスは既に妊娠6ヶ月だった。ガルセスとの間にはゼルダ・ウィリアムズ（1989年生まれ）、コディ・アラン・ウィリアムズ（英: Cody Alan Williams、1991年生まれ）がいる。2008年3月、ガルセスは妥協できない不和があるとして離婚を申し立て、2010年に離婚が成立した。ウィリアムズは1987年にゲームソフト『ゼルダの伝説』をプレイして以来のファンで、長女ゼルダの名前はシリーズのゼルダ姫から取られており、2011年には『ゼルダの伝説 時のオカリナ 3D』のイギリス版CMで親子共演した。
2011年10月22日には、3番目の妻でグラフィック・デザイナーのスーザン・シュナイダー（英: Susan Schneider）とセント・ヘレナ (カリフォルニア州)で結婚した。その後はサンフランシスコのシー・クリフに邸宅を構えた。

### 趣味

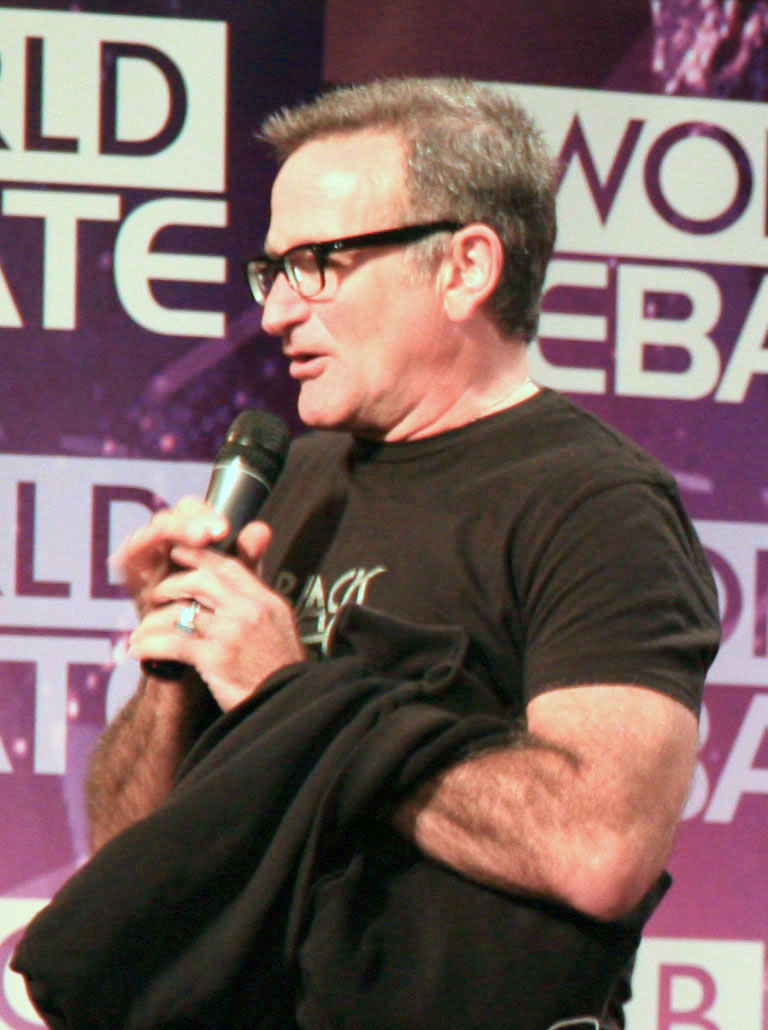
BBCワールド・ディベートにて、2008年2月27日撮影

ニューヨークでウィリアムズはウェストサイドYMCAランナーズ・クラブ（英: The West Side YMCA runners club）に所属しており、1975年にはセントラル・パークで行われた10キロランで34分21秒の記録を出している。お気に入りの本はアイザック・アシモフのファウンデーションシリーズ、こどもの頃のお気に入りは『ライオンと魔女』（C・S・ルイスによるナルニア国物語第1作）で、後者は自身のこどもたちにも読ませていた。
ウィリアムズはテーブルトークRPG、テレビゲーム両方が大好きだった。ゲームショウに招かれて出演することもしばしばだった。またアニメやフィギュア収集も趣味で、長女ゼルダには「フィギュア貯蔵家」("figurine hoarder") とまで言われている。2004年のアニメ映画『APPLESEED』に登場するデュナンのフィギュアも所蔵していた。映画『イノセンス』（『GHOST IN THE SHELL / 攻殻機動隊』の続編）や『新世紀エヴァンゲリオン』などのファンでもあり、『妄想代理人』シリーズに関しては今敏監督のサイン入りDVDを所有していた。
サイクリングも趣味だったが、スポーツは薬物乱用問題からの脱却を目指して始めた一面もあった。次第にウィリアムズは自転車コレクターとなり、プロのロードレース (自転車競技)ファンになって、ツール・ド・フランスなどを現地観戦しに行くほどになった。2016年にはウィリアムズのこどもたちが、父の所有していた自転車87台をオークションにかけ、収益からチャレンジド・アスリーツ財団とクリストファー・アンド・ダナ・リーヴ財団へ寄付することが発表された。前者は身体障害者のアスリート挑戦を支援する団体、後者はジュリアード時代からの盟友で脊髄損傷のため四肢麻痺になったクリストファー・リーヴの名を冠する団体で、ウィリアムズは生前から支援していた。ウィリアムズはリーヴ夫妻の遺児ウィルの後見人を申し出るなど（リーヴの妻ダナ・リーヴは2006年没）、学生時代からの強い絆で結ばれていた。

### 信仰
ウィリアムズは米国聖公会の教えに従って育てられ、自分でも時折そう実感していたようである。トークショウ出演時、映画『ライセンス・トゥ・ウェディング』で演じた風変りなフランク牧師についての見解を語った際、「シカゴのプロテスタント、米国聖公会派の人で、要はライトバージョンのカトリック。半分は信仰で、半分は罪悪感。それを想定してるんです」と、笑いをまじえつつ述べている。また「名誉ユダヤ人」とも自認しており、2008年にイスラエルが60回目の独立記念日を迎えた時には、多くのセレブリティと共に映った動画がタイムズ・スクエアで流され、建国記念を祝った。

### 慈善活動
1986年、ウィリアムズはウーピー・ゴールドバーグやビリー・クリスタルと共にコミック・リリーフUSAを立ち上げた。HBOで毎年チャリティ番組が放送され、ウィリアムズが亡くなる2014年までに8000万アメリカ合衆国ドルを集めたことが報じられている。コミック・リリーフのクリエイターを務めるボブ・ズムダは、ウィリアムズ自身裕福な家に生まれて恵まれていると感じていたが、自分より苦しい人に何かしたいと考えていたと明かしている。

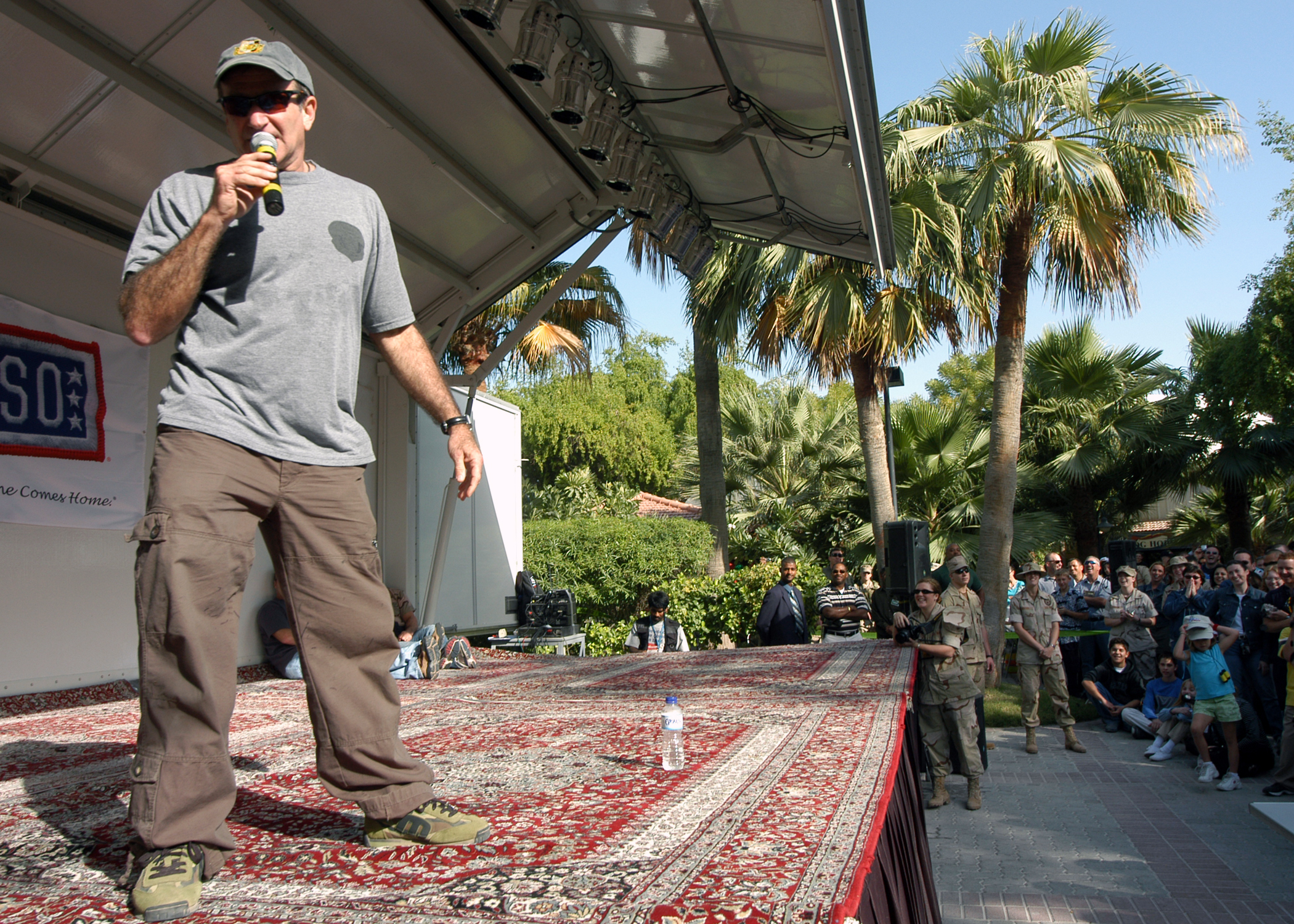
バーレーン駐留アメリカ海軍基地にて、2003年12月19日

識字率や女性の権利、更に退役軍人への支援も続けていた。米国慰問協会の慰問に何度も参加し、13の国で約9万人の兵士を楽しませた。イラクやアフガニスタンにも足を運んでいる
。
2番目の妻マーシャとは、「ウィンドフォール財団」（英: The Windfall Foundation）を立ち上げて様々な慈善事業を行った。1999年12月には慈善団体チルドレンズ・プロミス（英: Children's Promise）を支援するため、ローリング・ストーンズの『イッツ・オンリー・ロックン・ロール』を世界各地のセレブリティとカバーするミュージックビデオに出演し（BBC製作）、フランス語で歌唱した。
2010年のカンタベリー地震を受けて、彼は自主公演 "Weapons of Self Destruction" の収益をクライストチャーチへ全額寄付した（半額は赤十字社、半額は市長が立ち上げた基金に寄付された）。テネシー州メンフィスにあるセントジュード小児研究病院の支援も行っていた。死の数か月前にはチャリティで、ニュージーランドの末期がん患者へビデオメッセージを送っていた。

### アルコール依存と薬物乱用問題
1970年代後半から80年代前半にかけて、ウィリアムズはコカインを常用していた。親友ジョン・ベルーシが1982年に薬物乱用で死亡したこと（ふたりでパーティした翌日のことだった）、息子ザックが生まれたことから、ウィリアムズはアルコール・薬物の両方を断ち切った。ベルーシの死後すぐ、ウィリアムズは運動とサイクリングを始め、自転車店のオーナーであるトニー・トムに「サイクリングが自分の人生を救ってくれた」と語っていた。
2003年、ウィリアムズは映画『ビッグホワイト』（2005年）を撮影していたアラスカ州で断酒を破った。2006年にはニューバーグ (オレゴン州)の薬物乱用リハビリ施設でアルコール依存症と診断された。2010年のインタビューでは、禁酒を維持できなかったことは認めつつも、コカイン使用には戻らなかったと述べた。2014年半ばには、再びアルコール依存の問題を抱えて、センター・シティ (ミネソタ州)にあるヘイゼルデン財団依存症治療センターに入所した。

### 健康問題
2009年3月、ウィリアムズはワンマンツアーを延期して入院し、クリーヴランド・クリニックで大動脈弁置換・僧帽弁修復・不整脈治療の外科手術を受けた。
ウィリアムズの広報担当者であるマーラ・バックスバウム（英: Mara Buxbaum）は、死の直前彼が深刻なうつ病に悩んでいたと明かした。妻スーザン・シュナイダーは、死の直前ウィリアムズは断酒を守っていたものの、初期のパーキンソン病と診断されていたこと、パーキンソン病の診断に関して本人には「公表する準備ができていなかった」ことを明かした。剖検では脳内にびまん性のレビー小体沈着があり、パーキンソン病と同じくレビー小体病理のレビー小体型認知症が様々な症状の原因だったのではないかと指摘された。
妻シュナイダーは、ウィリアムズ没後2年の2016年に、医学雑誌「Neurology」へエッセイを寄稿している。この中でシュナイダーは、症状が2013年10月に出現し始めたこと、突然の恐怖や不安症、不眠症に悩まされていたと話し、「ロビンは自分が精神を失っていくのを自覚していて」「『自分の頭を再起動したいんだ』と言い続けていた」と述べた。

## 死
2014年8月11日、ウィリアムズがカリフォルニア州マリン郡パラダイス・ケイの自宅で死亡しているのが発見された。2014年11月に出された剖検の最終報告書では、死因は自殺企図の「縊頚による窒息」で、違法薬物や中毒量のアルコールは検出されなかったという（常用薬の濃度も治療域内だった）。報告書にはウィリアムズがうつ病・不安障害を抱えていたことも追記された。また脳組織の病理から、彼が「びまん性レビー小体型認知症」("diffuse Lewy body dementia")〔ママ〕 だった可能性が示唆された。最後の妻スーザン・シュナイダーは、後年レビー小体型認知症に関して「夫の頭の中のテロリスト」("the terrorist inside my husband's brain") と表現している（"Neurology"、2016年）。また、『ガーディアン』紙のインタビューでは、「わたしたちが文化として持つ、うつ病や脳の病気に関する語彙がどんなに少ないことか。うつ病はレビー小体病の症状のひとつで、精神科領域ではなく——脳神経内科学に根ざすものだったのです。彼の脳はばらばらになっていました」と述べた。"Neurology" に後年掲載されたシュナイダーの手記では、生前は原因特定に難渋し、同じくレビー小体病理で運動症状が主体のパーキンソン病と診断されていたことが明かされている。
レビー小体型認知症協会（アメリカ合衆国）は、剖検報告書で使用された「びまん性レビー小体型認知症」("diffuse Lewy body dementia")〔ママ〕 という単語に関して、病態を示す「びまん性レビー小体病」（英語では英: "diffuse Lewy body disease: DLBD"の方が一般的な医療単語）と、そこから派生するふたつの認知症病態（認知症を伴うパーキンソン病か、レビー小体型認知症か）について明確に区別している。LBDAからは次のような声明が発表された。
ニューカッスル大学老年精神医学の教授で、レビー小体型認知症を研究するイアン・G・マッキースは、ウィリアムズの症状と剖検所見はレビー小体型認知症で説明できると述べた。一方長女ゼルダは2015年のインタビューで、父の自殺の原因は重要でないと考えており、憶測でものは語りたくないとの立場を示した。
ウィリアムズの遺体はサン・アンセルモのモンテズ・チャペル・オブ・ザ・ヒルズ（英: Monte's Chapel of the Hills）で火葬され、遺灰は2014年8月12日にサンフランシスコ湾で散骨された。遺産の処遇を巡っては、実子たちと最後の妻シュナイダーの間で法廷係争となったが、2015年秋に決着が報じられた。

### 余波と追悼

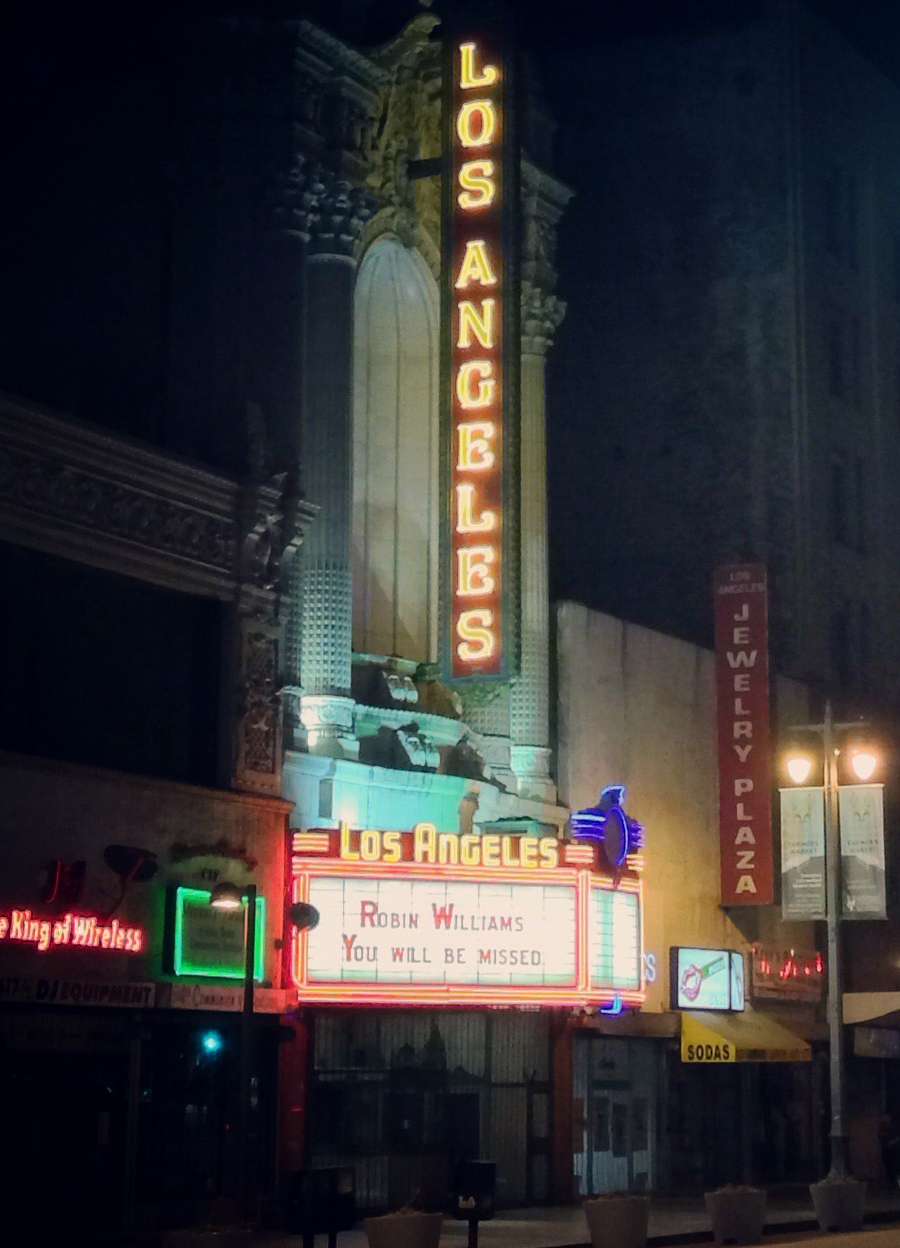
ウィリアムズを讃えるマーキーを掲示したロサンゼルス・シアター。2014年8月撮影

ウィリアムズの死は瞬く間に世界中を駆け巡った。エンタメ業界だけでなく、彼の友人やファンがSNSやメディアでその死に触れた。最後の妻シュナイダーは、「自分が夫にして1番の親友を失っただけでなく、この世界も、最も愛されたアーティストかつ最も美しい人間のひとりを失った。悲しみにひどく打ちひしがれている」と述べた。長女で俳優のゼルダ・ウィリアムズは、「彼がいなくなったことで、この世界は永遠にちょっぴり暗くなって、彩りも笑いも少し減るのだろう」と述べた。自らもパーキンソン病で、治療に関する研究の支援財団を持つ俳優マイケル・J・フォックスは、診断以前からフォックスの財団へ長年寄付を続けていたウィリアムズに感謝し、その死を悼んだ。
当時のアメリカ合衆国大統領バラク・オバマも次のような声明でウィリアムズの死を悼んだ。
「ロビン・ウィリアムズは空軍兵で、医師で、魔神で、ナニーで、大統領で、教授で、『最高』のピーター・パンであり、その間にある何者にもなれた。しかし彼は唯一無二の存在でもあった。我々の人生に異星人として登場したが——最後には人間の精神のあらゆる要素に触れる人だった。笑わせてくれた。泣かせてもくれた。計り知れない才能を、最も必要としている人たちへ自由かつ寛大に見せてくれた——海外駐留のアメリカ軍兵士たちから、街角で疎外されている人たちにまで」—バラク・オバマ、ホワイトハウス公式声明
死から遡ること1ヶ月前、ウィリアムズはモンティ・パイソンが10日にわたって行ったライブ公演『モンティ・パイソン 復活ライブ!』（2014年7月）の最終日に登場する予定だったが、友人でもあるエリック・アイドルによると、ウィリアムズが「ひどいうつ状態に苦しんでいた」ため出演がキャンセルされた。後にこの公演はディスク化され、その中でグループはウィリアムズに献辞を贈っている。
2014年8月12日、国際青少年デーのオープニングイベントに合わせて国際連合本部ビルでウィリアムズが讃えられた。当時の国際連合事務総長潘基文らも出席する中、事務次長補トマス・ガスが国際連合経済社会理事会の講壇上に立ち、映画『いまを生きる』の台詞を読み上げて追悼した。ジミー・ファロンは自身の番組『ザ・トゥナイト・ショー・スターリング・ジミー・ファロン』で、同作の「おお船長! 我が船長!」（ウォルト・ホイットマン作）のシーンを再現した。
ウィリアムズの死後すぐ、ディズニー・チャンネル、ディズニーXD、ディズニージュニアでは、1週間『アラジン』がCMフリーで放送され、各放送のクレジット前にジーニーの追悼画が挿入された。舞台での活躍を讃えるため、2014年8月14日の夕方にはブロードウェイの灯りが消灯された。この夜、ミュージカル版『アラジン』のキャストは観客と共に『フレンド・ライク・ミー』を歌い、彼の功績を讃えた（ウィリアムズはこの曲でアカデミー歌曲賞などにノミネートされている）。

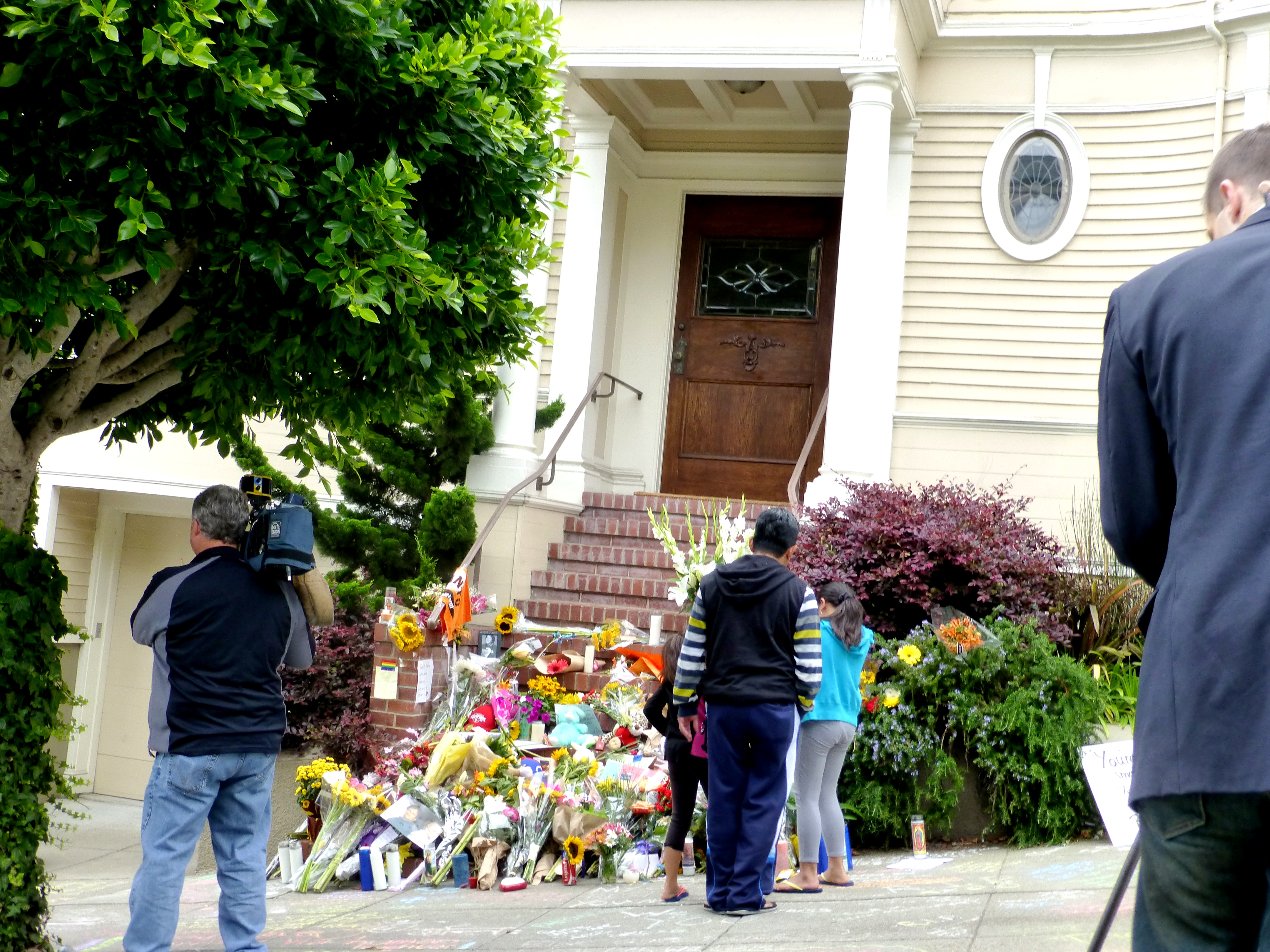
2014年8月、パシフィック・ハイツの家前にウィリアムズを悼んで捧げられた花。この家は代表作『ミセス・ダウト』の撮影に使われた

多くのファンがハリウッド・ウォーク・オブ・フェームの星や、テレビ番組・映画のロケ地となった場所など、ウィリアムズゆかりの場所に即席の記念碑を立てた。後者の例としては『グッド・ウィル・ハンティング/旅立ち』で使われたボストン・パブリック・ガーデン、『ミセス・ダウト』の撮影に使われたパシフィック・ハイツ (サンフランシスコ)の家、『ジュマンジ』が撮影されたニューハンプシャー州キーン・パリッシュ・シューズ、『モーク&ミンディ』で使われたコロラド州ボルダーの家などである。
2014年8月25日に行われた第66回プライムタイム・エミー賞では、近しい友人で共演も多かったコメディアンビリー・クリスタルが弔辞を述べ、その中で「コメディ銀河の中で最も輝く星」（英: "the brightest star in our comedy galaxy"）とウィリアムズを評した。弔辞の後には『ザ・トゥナイト・ショー』初登場シーンなど、ウィリアムズがこれまで披露したコメディシーンがいくつも流された。またデイヴィッド・レターマン（『レイト・ショー』）、コナン・オブライエン、セス・マイヤーズ（『レイト・ナイト』）、ジミー・キンメル（『ジミー・キンメル・ライブ!』）、ジミー・ファロン（『ザ・トゥナイト・ショー』、先述）などのトークショー司会者たちが、それぞれの番組でウィリアムズを追悼した。
2014年9月9日、公共放送サービス (PBS) でキャリアを振り返った1時間の追悼番組が放送され、同年9月27日には、サンフランシスコへ多くのスターやセレブリティが集まって追悼集会が行われた。イギリスのヘヴィメタルバンド・アイアン・メイデンは「ティアーズ・オブ・ア・クラウン」（原題、英: "Tears of a Clown"）という曲を作ってウィリアムズに捧げ、翌2015年に発売されたアルバム『魂の書〜ザ・ブック・オブ・ソウルズ〜』に収録した。
2016年2月29日、ゴールデン・ゲート・ブリッジから北に向かった国道101号線のトンネル（入口のアーチを利用して虹が描かれている）に、「ロビン・ウィリアムズ・トンネル」という名前が付けられた。2017年には、サンフランシスコのゴールデン・ゲート・パーク内にあり、毎年コメディ・デイの会場となるシャロン草地（英: Sharon Meadow）が、「ロビン・ウィリアムズ草地」（英: Robin Williams Meadow）と改称された。
2018年、HBOで彼の人生とキャリアを追ったドキュメンタリーが制作されることになった。マリナ・ゼノヴィチ監督がメガホンを取った『ロビン・ウィリアムズ 笑顔の裏側』は、HBOだけでなくサンダンス映画祭でも上映された。同年にはサンフランシスコのマーケット・ストリートにウィリアムズの壁画が描かれた。『ニューヨーク・タイムズ』紙のデイヴ・イツコフは2014年からウィリアムズの伝記を書き始め、2018年に "Robin" として発表した。
2020年8月、ヴァーティカル・エンターテインメントからレビー小体型認知症との闘病を描く新作ドキュメンタリー『ロビンズ・ウィッシュ』（原題、英: "Robin's Wish"）のトレイラーが公開された。作品は2020年9月1日にデジタル配信された。2022年5月にリリースされたNetflixの特別番組『ザ・ホール: ジョージ・カーラン、ロビン・ウィリアムズ、ジョーン・リバース、リチャード・プライヤーを称える』で、ウィリアムズはニューヨーク州ジェームズタウンにある国立コメディ・センターの殿堂入りすることになった。

## 社会からの認識とレガシー
当初スタンダップ・コメディアンやテレビ番組スターとして活躍していたウィリアムズだが、キャリアの後半にかけては映画俳優となり、シリアスなドラマ作品もこなすようになった。エンターテインメント業界と世間一般の双方から、彼は「国の宝」("national treasure") と考えられていた。
舞台上での活力と即興力は、その後の世代のスタンダップ・コメディアンにとって目標となった。薬物乱用やアルコール依存、うつ状態などの個人的問題を、コメディの形で赤裸々に明かした様子を賞賛するコメディアンも多い。メディア学者のデレク・A・バーリルは、人生について至極率直に話していたことから、「彼が様々なメディアを通じてポップ・カルチャーに成し遂げた最大の功績は、ロビン・ウィリアムズという人であったことそれ自体かもしれない」と述べた。
ウィリアムズは型にはまらない特徴的なコメディ人格を広く自由に表現したので、ジム・キャリーをはじめとした後進のコメディアンたちがこぞって物真似をし、サンフランシスコのコメディが発展する道筋を築いた。ジャド・アパトーは『ローリング・ストーン』誌のインタビューで、様々な要素を持って矢継ぎ早に即興劇を繰り広げるスタイルは、他のコメディアンに多大なインスピレーション・影響を与えたが、誰かが真似できるようなものではない、と述べている。
映画作品での演技は、映画業界内外の俳優双方に影響を与えた。代表作『ミセス・ダウト』を監督したクリス・コロンバスは、ウィリアムズの仕事ぶりを見るのは「魔法のようで特権だった。彼の演技は自分たちが見たどれとも似通っておらず、どこか精神的で、他の世界から来たような感じがあった」と述べている。『ワシントン・ポスト』紙のアリッサ・ローゼンバーグは、ウィリアムズのフィルモグラフィを振り返ってその役の多様さに打ちのめされた、と述べ、「ウィリアムズが我々を成長させてくれた」（英: "Williams helped us grow up.）と締めくくっている。

## フィルモグラフィと受賞歴
キャリア中ウィリアムズには様々な賞が贈られており、1997年の映画『グッド・ウィル・ハンティング/旅立ち』ではアカデミー助演男優賞を獲得している。その他ゴールデングローブ賞は名誉賞も合わせて全6回受賞しており、映画部門 主演男優賞 (ミュージカル・コメディ部門)を3回（1987年：『グッドモーニング, ベトナム』、1991年：『フィッシャー・キング』、1993年：『ミセス・ダウト』）、『アラジン』のジーニー役で映画部門声優特別賞、また2005年にはセシル・B・デミル賞を獲得している。また、プライムタイム・エミー賞と全米映画俳優組合賞は2回、グラミー賞は5回受賞した。

### 映画
| 公開年 | 邦題 原題                                                                            | 役名                                  | 備考 | 日本語吹替                                                               |
| ------ | ------------------------------------------------------------------------------------ | ------------------------------------- | --- | ------------------------------------------------------------------------ |
| 1977年 | セクシー・ジョーク2/ところかまわず立てちゃダーメ!! Can I Do It 'Till I Need Glasses? | 弁護士 / 歯が痛い男                   | |                                                                          |
| 1980年 | ポパイ Popeye                                                                        | ポパイ                                | | いかりや長介（フジテレビ版） 内海賢二（機内上映版）                      |
| 1982年 | ガープの世界 The World According to Garp                                             | ガープ                                | | 富山敬                                                                   |
| 1983年 | ロビン・ウィリアムズの大混戦サバイバル特訓 The Survivors                             | ドナルド                              | |                                                                          |
| 1984年 | ハドソン河のモスコー Moscow on the Hudson                                            | ウラジミール・イワノフ                | ゴールデングローブ賞 主演男優賞 (ミュージカル・コメディ部門) ノミネート                                                                  |                                                                          |
| 1986年 | 明日へのタッチダウン The Best of Times                                               | ジャック・ダンディー                  | |                                                                          |
| 1986年 | クラブ・パラダイス Club Paradise                                                     | ジャック・モニカー                    | |                                                                          |
| 1986年 | ミッドナイト・ニューヨーカー Seize the Day                                           | トミー・ウィルヘルム                  | |                                                                          |
| 1987年 | グッドモーニング, ベトナム Good Morning, Vietnam                                     | エイドリアン・クロンナウア            | アカデミー主演男優賞 ノミネート ゴールデングローブ賞 主演男優賞 (ミュージカル・コメディ部門) 受賞 英国アカデミー賞 主演男優賞 ノミネート | 安原義人（VHS版） 江原正士（フジテレビ版）                               |
| 1988年 | バロン The Adventures of Baron Munchausen                                            | 月の王                                | クレジット表記なし | 川久保潔（ソフト版） 緒方賢一（機内上映版） 富山敬（フジテレビ版）       |
| 1989年 | いまを生きる Dead Poets Society                                                      | ジョン・キーティング                  | アカデミー主演男優賞 ノミネート ゴールデングローブ賞 主演男優賞 (ドラマ部門) ノミネート 英国アカデミー賞 主演男優賞 ノミネート           | 堀勝之祐（ソフト版） 江原正士（フジテレビ版）                            |
| 1990年 | キャデラック・マン Cadillac Man                                                      | ジョーイ・オブライエン                | | 安原義人（VHS版） 山路和弘（テレビ東京版）                               |
| 1990年 | レナードの朝 Awakenings                                                              | マルコム・セイヤー医師                | ゴールデングローブ賞 主演男優賞 (ドラマ部門) ノミネート ナショナル・ボード・オブ・レビュー賞 男優賞 受賞                                 | 樋浦勉（ソフト版） 角野卓造（日本テレビ版） 堀勝之祐（機内上映版）       |
| 1991年 | 愛と死の間で Dead Again                                                              | コジー・カーライル                    | | 麦人                                                                     |
| 1991年 | 殺人ピエロ狂騒曲 Shakes the Clown                                                    | インストラクター                      | |                                                                          |
| 1991年 | フィッシャー・キング The Fisher King                                                 | ペリー                                | アカデミー主演男優賞 ノミネート ゴールデングローブ賞 主演男優賞 (ミュージカル・コメディ部門) 受賞                                        | 池田勝                                                                   |
| 1991年 | フック Hook                                                                          | ピーター・バニング                    | | 樋浦勉                                                                   |
| 1992年 | トイズ Toys                                                                          | レスリー・ゼボ                        | | 安原義人                                                                 |
| 1992年 | アラジン Aladdin                                                                     | ジーニー                              | 声の出演 | 山寺宏一                                                                 |
| 1993年 | ミセス・ダウト Mrs. Doubtfire                                                        | ダニエル・ヒラード                    | 製作・出演 ゴールデングローブ賞 主演男優賞 (ミュージカル・コメディ部門) 受賞                                                             | 山寺宏一（ソフト版、テレビ朝日版） 江原正士（フジテレビ版）              |
| 1995年 | 9か月 Nine Months                                                                    | Dr. コスヴィッチ                      | | 江原正士                                                                 |
| 1995年 | ジュマンジ Jumanji                                                                   | アラン・パリッシュ                    | | 江原正士（VHS・DVD版、BD版、フジテレビ版、テレビ朝日版）                 |
| 1996年 | バードケージ The Birdcage                                                            | アーマンド・ゴールドマン              | | 安原義人（ソフト版） 羽佐間道夫（フジテレビ版）                          |
| 1996年 | ジャック Jack                                                                        | ジャック・パウエル                    | | 山寺宏一（ソフト版） 江原正士（フジテレビ版）                            |
| 1996年 | シークレット・エージェント The Secret Agent                                          | 暗殺者                                | クレジット表記なし | 大塚芳忠                                                                 |
| 1996年 | ハムレット Hamlet                                                                    | 鑑定人                                | |                                                                          |
| 1997年 | ファーザーズ・デイ Fathers' Day                                                      | デイル・パトリー                      | | 山寺宏一                                                                 |
| 1997年 | 地球は女で回ってる Deconstructing Harry                                              | メル                                  | |                                                                          |
| 1997年 | フラバー Flubber                                                                     | フィリップ・ブレイナード教授          | | 山寺宏一                                                                 |
| 1997年 | グッド・ウィル・ハンティング/旅立ち Good Will Hunting                                | ショーン・マグワイア                  | アカデミー助演男優賞 受賞 ゴールデングローブ賞 助演男優賞 ノミネート 全米映画俳優組合賞助演男優賞 受賞                                   | 樋浦勉（ソフト版） TBA（機内上映版）                                     |
| 1998年 | パッチ・アダムス トゥルー・ストーリー Patch Adams                                    | パッチ・アダムス                      | ゴールデングローブ賞 主演男優賞 (ミュージカル・コメディ部門) ノミネート                                                                  | 原康義                                                                   |
| 1998年 | 奇蹟の輝き What Dreams May Come                                                      | クリス・ニールセン                    | | 野島昭生                                                                 |
| 1999年 | 聖なる嘘つき/その名はジェイコブ Jakob the Liar                                       | ジェイコブ・ハイエム                  | 出演・製作総指揮 | 江原正士                                                                 |
| 1999年 | アンドリューNDR114 Bicentennial Man                                                  | アンドリュー・マーティン              | | 江原正士（ソフト版） 堀内賢雄（日本テレビ版）                            |
| 2001年 | A.I. Artificial Intelligence: AI                                                     | ドクター・ノウ                        | 声の出演 | 小川真司（ソフト版） 岩崎ひろし（TBS版）                                 |
| 2001年 | ハリー・ポッターと賢者の石 Harry Potter and the Philosopher's Stone                  | 試合の観客                            | カメオ出演 |                                                                          |
| 2002年 | ストーカー One Hour Photo                                                            | サイ・パリッシュ                      | 放送映画批評家協会賞 主演男優賞 ノミネート                                                                                               | 江原正士                                                                 |
| 2002年 | デス・トゥ・スムーチー Death to Smoochy                                              | レインボー・ランドルフ                | |                                                                          |
| 2002年 | インソムニア Insomnia                                                                | ウォルター・フィンチ                  | | 寺杣昌紀（ソフト版） 岩崎ひろし（テレビ朝日版） 江原正士（テレビ東京版） |
| 2004年 | ファイナル・カット The Final Cut                                                     | アラン・ハックマン                    | | 樋浦勉                                                                   |
| 2004年 | 最高のともだち House of D                                                            | パパス                                | | 江原正士                                                                 |
| 2004年 | NOEL ノエル Noel                                                                     | チャーリー・ボイド / 司祭             | クレジット表記なし | 牛山茂                                                                   |
| 2005年 | ロボッツ Robots                                                                      | フェンダー                            | 声の出演 | 山寺宏一                                                                 |
| 2005年 | ビッグホワイト The Big White                                                         | ポール・バーネル                      | | 大塚芳忠                                                                 |
| 2006年 | RV                                                                                   | ボブ・マンロー                        | | 江原正士                                                                 |
| 2006年 | ロビン・ウィリアムズのもしも私が大統領だったら… Man of the Year                      | トム・ドブス                          | | 江原正士                                                                 |
| 2006年 | ハッピー フィート Happy Feet                                                         | ラモン / ラブレイス                   | 声の出演 | 山寺宏一                                                                 |
| 2007年 | ナイト ミュージアム Night at the Museum                                              | セオドア・ルーズベルト                | | 岩崎ひろし                                                               |
| 2007年 | ライセンス・トゥ・ウェディング License to Wed                                        | フランク牧師                          | | 岩崎ひろし                                                               |
| 2007年 | 奇跡のシンフォニー August Rush                                                       | マックスウェル・ウィザード・ウォラス  | | 安原義人                                                                 |
| 2009年 | 精神科医ヘンリー・カーターの憂欝 Shrink                                              | ホールデン                            | |                                                                          |
| 2009年 | ディア・ダディ 嘘つき父さんの秘密 World's Greatest Dad                               | ランス・クレイトン                    | |                                                                          |
| 2009年 | ナイト ミュージアム2 Night at the Museum: Battle of the Smithsonian                  | セオドア・ルーズベルト                | | 岩崎ひろし                                                               |
| 2009年 | オールド・ドッグ Old Dogs                                                            | ダン・レイバーン                      | | 安原義人                                                                 |
| 2011年 | ハッピー フィート2 踊るペンギンレスキュー隊 Happy Feet Two                           | ラモン / ラブレイス                   | 声の出演 | 山寺宏一                                                                 |
| 2013年 | グリフィン家のウエディングノート The Big Wedding                                     | モナハン神父                          | | 岩崎ひろし                                                               |
| 2013年 | 大統領の執事の涙 Lee Daniels' The Butler                                             | ドワイト・D・アイゼンハワー           | | 小島敏彦（ソフト版） 樋浦勉（BSジャパン版）                              |
| 2013年 | フェイス・オブ・ラブ The Face of Love                                                | ロジャー・スティルマン                | |                                                                          |
| 2014年 | シークレット・ロード Boulevard                                                       | ノーラン・マック                      | |                                                                          |
| 2014年 | 余命90分の男 The Angriest Man in Brooklyn                                            | ヘンリー・アルトマン                  | | 安原義人                                                                 |
| 2014年 | ロビン・ウィリアムズのクリスマスの奇跡 A Merry Friggin' Christmas                    | ヴァージル・ミッチラー                | |                                                                          |
| 2014年 | ナイト ミュージアム/エジプト王の秘密 Night at the Museum: Secret of the Tomb         | セオドア・ルーズベルト / ガルーダの声 | | 岩崎ひろし                                                               |
| 2015年 | ミラクル・ニール! Absolutely Anything                                                | 犬のデニス                            | 声の出演 | 岩崎ひろし                                                               |
| 2023年 | ワンス・アポン・ア・スタジオ -100年の思い出- Once Upon a Studio                      | ジーニー                              | 声の出演 （ライブラリ出演） | 山寺宏一                                                                 |

### テレビシリーズ
| 放映年          | 邦題 原題                                                  | 役名               | 備考                                                   | 日本語吹替 |
| --------------- | ---------------------------------------------------------- | ------------------ | ------------------------------------------------------ | ---------- |
| 1978年 - 1979年 | ハッピーデイズ Happy Days                                  | モーク             | 2エピソード 『Mork & Mindy』のモークと同じキャラクター |            |
| 1978年 - 1982年 | モーク&ミンディ Mork & Mindy                               | モーク             | 94エピソード 『ハッピーデイズ』のスピンオフ作品        | 山崎唯     |
| 1982年          | フェアリーテール・シアター Faerie Tale Theatre             | カエル・ロビン王子 | 1エピソード                                            |            |
| 1994年          | ホミサイド/殺人捜査課 Homicide: Life on the Street         | ロバート・エリソン | 1エピソード                                            |            |
| 1997年          | フレンズ Friends                                           | トマス             | 1エピソード                                            | 中村秀利   |
| 2008年          | LAW & ORDER:性犯罪特捜班 Law & Order: Special Victims Unit | メリット・ローク   | 1エピソード                                            |            |
| 2013年 - 2014年 | クレイジーワン ぶっ飛び広告代理店 The Crazy Ones           | サイモン・ロバーツ | 22エピソード                                           |            |

### ディスコグラフィ
- Reality ... What a Concept（カサブランカ・レコード、1979年）
- Throbbing Python of Love（カサブランカ、1983年）
- ア・ナイト・アット・ザ・メット（英語版） A Night at the Met（コロムビア・レコード、1986年）
- Live 2002（コロムビア、2002年）
- Weapons of Self Destruction（ソニー・ミュージック、2009年）

## 日本語吹き替え
主に担当したのは、以下の人物である。
江原正士
『グッドモーニング, ベトナム』（フジテレビ版）で初担当。ウィリアムズの専属（フィックス）として知られる。
江原はウィリアムズの吹き替えに関しては、彼はストレスの強いしゃべり方をするため、そのアクセントを日本語に合わせるため仕込みに相当時間をかけると語った。そして日本人にはわかりにくい、人物のモノマネやギャグをよく披露するウィリアムズに対して、彼自身によるモノマネもあまり似ておらず、彼に似せようと思うのではなく彼がやろうとしているキャラクターをつかむようにして演じているという。
ウィリアムズを初めて吹き替えた『グッドモーニング, ベトナム』で「アメリカ側の勝手な正義感」をアドリブにより表現し、制作局から賞が贈られた。『ミセス・ダウト』のフジテレビ版では、普通なら原語を流用するオリジナルのスクリプトにも記載されていなかった冒頭の早口気味なイタリア語の歌も、翻訳を担当した松崎広幸が昔から江原と親しく、松崎が「速く喋れる江原さんだから歌ってもらおう」と耳から起こす形で歌詞を採って、吹き替えで歌うことになった。その歌を吹き替える際に、ウィリアムズは独特のタメが入るため、尺どおりに歌うとうまく合わないといい、ウィリアムズのタメをつかむために、電車に乗っているときにも歌を聴いたりするなど、歌を合わせるのに苦労したと語った。
『アンドリューNDR114』では、ウィリアムズが演じるロボットのアンドリューを、吹き替えでロボットであることをどのように表現するかが大きなポイントで、その役作りとして最初はぎこちない話し方で喋り、アンドリューがバージョンアップしてだんだんと人間味を帯びてきたとき、人間的な表現で自然な台詞になるようにしたと語った。
2023年には作品名は不明であるものの、ウィリアムズの旧作を一つ、新たに録音したと話している。
山寺宏一
『アラジン』のジーニー役で初担当。江原と並ぶウィリアムズの声優として知られている。
ウィリアムズの代表作の一つである『ミセス・ダウト』はソフト版とテレビ朝日版の計2回吹き替えを担当。「主人公と同じく七色の声色を使い分けた」とされており、2023年現在もなお「芸達者ぶりを発揮する山寺宏一吹き替えも一級品」「吹き替え名仕事」と評されるなど高い評価を得ている。
ウィリアムズが亡くなった際には、追悼のコメントを残している。後年にもウィリアムズの吹き替えを通じて大変勉強になったと語っており、ウィリアムズには心から感謝していると述べている。
安原義人
『グッドモーニング, ベトナム』（VHS版）で初担当。主に初期の作品を担当した。
岩崎ひろし
『A.I.』（TBS版）で初担当。主に晩年の作品を多く担当した。
樋浦勉
『レナードの朝』（ソフト版）で初担当。以後、複数の代表作で声を当てた。
このほかにも、富山敬、大塚芳忠、野島昭生、原康義、池田勝、角野卓造なども声を当てている。